# Florence Faivre
Florence Vanida Faivre, född 8 juni 1983 i Bangkok, är en thailändsk skådespelare och fotomodell. Hon började sin karriär som tonårsvärd i thailändsk teve och blev senare skådespelare och fotomodell. Filmdebuten skedde 2004 där hon spelar en av huvudrollerna i den historiska fantasyfilmen The Siam Renaissance i regi av Surapong Pinijkhar. Faivre flyttade 2009 till USA där hon varit med i ett flertal filmer och tv-serier.

## Biografi
Faivre föddes i Bangkok med en fransk far och en thailändsk mor. Hon växte upp i Aix-en-Provence i Frankrike och flyttade till Thailand när hon var åtta år gammal. Vid tretton års ålder började hon arbeta som tv-värd i programmen Teen Talk och E for Teen. Året efter började hon sin karriär som fotomodell.
Efter att ha avslutat grundskolan i Thailand spelade hon huvudrollen i The Siam Renaissance 2004, som Maneechan. Filmen baseras på romanen Thawiphop av pseudonymen Thommayanti och var den näst största thailändska produktionen dittills. Faivre nominerades till Suphannahong Award för bästa skådespelerska, men vann inte utmärkelsen. Filmen gjorde heller ingen kassasuccé.
När Faivre flyttade till New York satsade hon först på modelljobb. Hon har senare varit med i ett flertal tv-serier och filmer. John Anderson i veckotidningen Variety hyllade hennes skådespeleri i det annars kritikerrisade mottagandet av The Elephant King (2006), och såg fram emot "en lovande karriär, inte bara för sin statuariska skönhet utan också för hennes förmåga att spela en karaktär med inre motsättningar och moraliska tvivel".
Faivre var gäststjärna i flera TV-serier, bland annat i dramakomedin How to Make It in America och dramserien The Following. Sedan fick hon en huvudroll i tv-serien The Expanse, en science fiction-thriller som 2020 börjar visas i säsong 5.
I Marvel Comics-serien Agents of S.H.I.E.L.D. har Faivre i säsong 5 (2017-2018) rollen som Kree-krigaren Sinara.
I American Mirror (2018) har Faivre tillsammans med Susan Sarandon roller som muser som möter huvudpersonen i berättelsen.